# Factor integrant
În analiza matematică, factorul integrant este o funcție care, înmulțită cu o ecuație diferențială de studiat, o transformă într-o ecuație diferențială exactă.
Teoria factorului integrant a fost dezvoltată de Leonhard Euler (1768), dar ideea utilizării acestuia aparține lui Johann Bernoulli și lui Nikolaus Bernoulli (1720).

## Cazul ecuațiilor diferențiale de ordinul întâi
Considerăm ecuația diferențială ordinară de ordinul întâi:
{\displaystyle y'+P(x)y=Q(x).}
Se va căuta factorul integrant de forma:
{\displaystyle M(x)=e^{\int _{s_{0}}^{x}P(s)ds},}
astfel încât, prin înmulțirea cu ecuația diferențială dată, membrul stâng să devină o derivată obișnuită.
Derivata parțială devine o derivată totală:
{\displaystyle (1)\;\;M(x){\underset {\text{derivata partiala}}{\underbrace {(y'+P(x)y)} }}}
{\displaystyle (2)\;\;M(x)y'+M(x)P(x)y}
{\displaystyle (3)\;\;{\underset {\text{derivata totala}}{\underbrace {M(x)y'+M'(x)y} }}}
La trecerea de la pasul (2) la pasul (3) devine necesar ca {\displaystyle M(x)P(x)=M'(x),} care este o ecuație diferențială cu variabile separabile, a cărei soluție dă pe {\displaystyle M(x)}
în funcție de {\displaystyle P(x)}.
{\displaystyle (4)\;\;M(x)P(x)=M'(x)}
{\displaystyle (5)\;\;P(x)={\frac {M'(x)}{M(x)}}.}